# Libert Zoufalý
Libert Zoufalý (30. června 1889, Mladá Boleslav – ???) byl československý politik a meziválečný poslanec Národního shromáždění.

## Biografie
Profesí byl podle údajů z roku 1926 sekretářem v Mostě.
V parlamentních volbách v roce 1925 se stal za Komunistickou stranu Československa poslancem Národního shromáždění. V roce 1929 byl ale v souvislosti s nástupem skupiny mladých, radikálních komunistů (takzvaní Karlínští kluci), kteří do vedení KSČ doprovázeli Klementa Gottwalda, odstaven od moci. V červnu 1929 vystoupil z KSČ a v parlamentu se stal členem nového poslaneckého klubu nazvaného Komunistická strana Československa (leninovci).
Libert Zoufalý se narodil 30.6.1889 v Mladé Boleslavi a zemřel 10.10. 1969 v Liberci. Je pochován na kostelním hřbitově v obci Dlouhý Most u Liberce.